# Krompľa
Krompľa (990 m) – szczyt w północno-zachodniej części Słowackiego Raju. Znajduje się w grzbiecie pomiędzy doliną  Vernárskiego potoku (na zachodzie) i doliną Doliną Veľkiej Bielej vody (na wschodzie). W grzbiecie tym kolejno od zachodu na wschód wyróżnia się: Baba (1000 m), Smrekovica (1008 m), Krompľa (990 m) i Okrúhly vrch (818 m). Północne stoki całego grzbietu opadają do bezleśnych obszarów Kotliny Hornadzkiej (miejscowościach Hranovnica, Spišský Štiavnik i Betlanovce). Wcina się w nie Betlanovská dolina oddzielająca masyw Smrekowicy od Krompľi. Doliną tą spływa Tepličný potok uchodzący do Hornadu.
Krompľa jest całkowicie porośnięta lasem. Nie prowadzi przez nią żaden znakowany szlak turystyczny. Znajduje się w obrębie Parku Narodowego Słowacki Raj.